# 1886年逝世人物列表
1886年逝世人物列表：1月 - 2月 - 3月 - 4月 - 5月 - 6月 - 7月 - 8月 - 9月 - 10月 - 11月 - 12月
下面是1886年逝世的知名人士列表。

## 1月

### 1月16日
- Amilcare Ponchielli，義大利作曲家[1]

### 1月18日
- 巴爾達薩雷·維拉齊，義大利畫家

### 1月26日
- 戴维·赖斯·艾奇逊，美國政治家

## 2月

### 2月9日
- 温菲尔德·斯科特·汉考克，美國內戰聯盟將軍，民主黨政治候選人

### 2月10日
- 蘿拉·唐，美國女演員

### 2月12日
- 霍拉肖·西摩，第18任紐約州州長，1868年民主黨總統候選人

### 2月15日
- 愛德華·卡德威爾，第一代卡德威爾子爵，英國政治家

### 2月18日
- 戴夫·魯達博，美國亡命之徒、槍手

### 2月24日
- 休·斯托威爾·布朗，馬恩島傳教士

## 3月

### 3月9日
- 威廉·克拉克，美國化學家

### 3月17日
- 皮埃爾-朱爾斯·赫策爾，法國編輯、出版商

## 4月

### 4月9日
- 約瑟夫·維克多·馮·舍費爾，德國詩人

### 4月16日
- 安德魯·尼科爾，北愛爾蘭畫家

### 4月20日
- 路易士·梅爾森斯，比利時化學家和物理學家

### 4月27日
- 亨利·霍布森·理查森，美國建築師

## 5月

### 5月9日
- 古巴朗姆酒製造商法昆多·百加得

### 5月15日
- 埃米莉·狄更生，美國詩人[2]

### 5月17日
- 約翰·迪爾，美國發明家

### 5月23日
- 利奧波德·馮·蘭克，德國歷史學家

## 6月

### 6月13日
- 伯恩哈德·馮·古登，德國神經解剖學家和精神病學家
- 巴伐利亞國王路德维希二世

### 6月19日
- 查理斯·特雷維良爵士，英國公務員和殖民地行政長官

### 6月21日
- 丹尼爾·鄧格拉斯·霍姆，蘇格蘭媒體

## 7月

### 7月1日
- 奧托·威廉·赫爾曼·馮·阿比希，德國地質學家

### 7月4日
- 龐德梅克，加拿大原住民領袖
- 有栖川宮熾仁親王，日本親王

### 7月16日
- 內德·邦特林，美國出版商、一毛錢小說家和公關人員

### 7月25日
- 巴拉圭第一夫人伊莉莎·林奇

### 7月31日
- 李斯特·费伦茨，匈牙利鋼琴家、作曲家

## 8月

### 8月4日
- 撒母耳·蒂爾登，第25任紐約州州長，1876 年民主黨總統候選人

### 8月9日
- 撒母耳·弗格森爵士，北愛爾蘭詩人、藝術家
- 比尔·史密斯，美國職業棒球大聯盟球員

### 8月11日
- 莉迪亞·科伊杜拉，愛沙尼亞詩人

### 8月16日
- 羅摩克里希納·帕拉曼薩，印度精神人物

### 8月30日
- 小費裡斯·雅各斯，美國政治家

## 9月

### 9月3日
- 威廉·斯諾，美國政治家

### 9月4日
- 本傑明·切瑟姆，邦聯將軍

### 9月14日
- Gurdon Saltonstall Hubbard，美國土地投機者

### 9月25日
- 漢娜·金，英國出生的美國作家和先驅

## 10月

### 10月6日
- 愛德華·威廉·戈德溫，英國建築師

### 10月8日
- 奧斯丁·派克，來自新罕布希爾州的美國政治家

### 10月9日
- 讓-雅克·烏里希，法國將軍

### 10月10日
- 大衛·利維·尤利，美國政治家，美國佛羅里達州參議員

## 11月

### 11月4日
- 詹姆斯·馬丁爵士，新南威爾士州第四任州長

### 11月18日
- 切斯特·艾伦·阿瑟，美國第21任總統

### 11月20日
- 威廉·布利斯·貝克，美國畫家

### 11月21日
- 老查理斯·法蘭西斯·亞當斯，美國歷史編輯、政治家和外交官

## 12月

### 12月8日
- 以撒·萊亞（Isaac Lea），美國貝殼學家、地質學家和出版商
- 威廉·弗雷澤·托爾米，蘇格蘭裔加拿大科學家、政治家

### 12月16日
- 約瑟夫·德拉薩爾，最高的捷克人

### 12月26日
- 約翰·洛根，美國士兵、政治領袖

## 日期不詳
- 哈麗特·貝茨，美國作家